# Roca Negra (Sant Bartomeu del Grau)
La Roca Negra és un edifici de Sant Bartomeu del Grau (Osona) inclòs a l'Inventari del Patrimoni Arquitectònic de Catalunya.

## Descripció
Es tracta d'un edifici de dos pisos de planta rectangular i teulat a doble vessant. Al cos central de la casa se li han adossat diverses construccions que, o bé amplien l'habitatge o bé serveixen de corts.

## Història
Actualment aquest edifici pertany als amos del Mas Vilanova, segons els quals, la casa de la Roca Negra és la més antiga de les que es conserven a Sant Bartomeu del Grau.